# Scaphiopodidae
Scaphiopodidae (Cope, 1865) è una famiglia di anfibi dell'ordine degli Anuri, vive in climi temperati nel sud del Canada e degli Stati Uniti e in alcune zone del Messico

## Tassonomia
La famiglia comprende 7 specie raggruppate in 2 generi:
- Scaphiopus Holbrook, 1836 (3 sp.)
  - Scaphiopus couchii Baird, 1854
  - Scaphiopus holbrookii Harlan, 1835
  - Scaphiopus hurterii Strecker, 1910
- Spea Cope, 1866 (4 sp.)
  - Spea bombifrons Cope, 1863
  - Spea hammondii Baird, 1859
  - Spea intermontana Cope, 1883
  - Spea multiplicata Cope, 1863